# Kosec
Il Kosec o Koses (in russo Косец? o Косе́с) è un fiume della Russia siberiana occidentale, affluente di destra del Tym. Scorre nel Kargasokskij rajon dell'Oblast' di Tomsk.
Il fiume ha origine nella parte sud-orientale del Bassopiano della Siberia occidentale e scorre con direzione mediamente meridionale attraverso una zona paludosa; sfocia nel Tym nel suo medio corso, a 319 km dalla foce. Il fiume ha una lunghezza di 249 km e il suo bacino è di 3 610 km².